# Provincia di Guelma
La provincia di Guelma (in arabo ولاية قالمة) è una provincia (wilaya) dell'Algeria. Prende il nome dal suo capoluogo Guelma. È una delle province più scarsamente popolate del paese.

## Popolazione
La provincia conta 482.430 abitanti, di cui 242.430 di genere maschile e 240.001 di genere femminile, con un tasso di crescita dal 1998 al 2008 dell'1.2%.

## Geografia antropica

### Suddivisioni amministrative
La provincia è suddivisa in 10 distretti (daïras), a loro volta suddivisi in 34 municipalità.

1. Distretto di Aïn Makhlouf • 2. Distretto di Bouchegouf • 3. Distretto di Guelaat Bou Sbaa • 4. Distretto di Guelma • 5. Distretto di Hammam Debagh • 6. Distretto di Hammam N'Bails • 7. Distretto di Héliopolis • 8. Distretto di Houari Boumédiène • 9. Distretto di Khezaras • 10. Distretto di Oued Zenati

| Distretto         | Comuni                                                                                 |
| ----------------- | -------------------------------------------------------------------------------------- |
| Aïn Makhlouf      | Aïn Makhlouf, Aïn Larbi, Tamlouka                                                      |
| Bouchegouf        | Bouchegouf, Medjez Sfa, Oued Fragha, Aïn Ben Beida                                     |
| Guelaat Bou Sbaa  | Guelaat Bou Sbaa, Nechmaya, Djeballah Khemissi, Boumahra Ahmed, Beni Mezline, Belkheir |
| Guelma            | Guelma, Ben Djerrah                                                                    |
| Hammam Debagh     | Hammam Debagh, Bouhamdane, Roknia                                                      |
| Hammam N'Bails    | Hammam N'Bail, Oued Cheham, Dahouara                                                   |
| Héliopolis        | Héliopolis, El Fedjoudj, Bouati Mahmoud                                                |
| Houari Boumédiène | Houari Boumédiène, Medjez Amar, Ras El Agba, Sellaoua Announa                          |
| Khezaras          | Khezara, Bouhachana, Aïn Sandel                                                        |
| Oued Zenati       | Oued Zenati, Aïn Reggada, Bordj Sabat                                                  |